# Acció d'Oristà
L'acció d'Oristà fou un conflicte armat que enfrontà les tropes carlines i les liberals el 12 de juny del 1873 als voltants d'Oristà, en el marc de la Tercera Guerra Carlina.

## Antecedents
El pretendent carlí Carles VII impulsà la lluita a Catalunya enviant-hi el seu germà Alfons Carles de Borbó provinent del Vallespir, que va entrar a Catalunya el 30 de desembre del 1872, per a trobar-se amb Francesc Savalls al santuari de Finestres el 8 de gener del 1873. Un cop al país va destituir el general Joan Castells, comandant general de la província de Barcelona, nomenant Jeroni Galceran com a comandant en cap de la província de Barcelona.
Els carlins catalans van seguir alçant partides i fent accions i van continuar amb la seva gesta de defensar-se gairebé sols contra els exèrcits d'Amadeu I de Savoia, que va abdicar el 10 de febrer de 1873, establint-se la Primera República Espanyola, i el 16 de juliol Carles VII torna a Navarra, va reactivar-se la revolta al País Basc i Navarra, Va establir la capital a Estella-Lizarra i iniciar un nou Setge de Bilbao.
A finals de febrer els carlins van endegar una campanya per conquerir Berga, però les tropes del General Joan Castells i Rosell van retirar-se, i les tropes de reforç de Galceran canviaren d'objectiu i es dirigiren cap a Conanglell, i el 2 de març, en arribar a la Serra del Grau, foren sorpresos per un grup d'homes que van disparar les seves armes contra la infanta, que va sortir il·lesa de l'atac. Finalment, Berga fou presa el 27 de març.
Savalls, en el darrer moment es va retirar de l'avanç quan s'assabentà que Arsenio Martínez-Campos s'acostava amb una columna des d'Olot, de manera que Jeroni Galceran anà cap a La Gleva i els infants cap a Ribes de Freser, que s'havia convertit en el quarter general dels carlins i on s'havia de reunir amb un contingent d'homes que sota el comandament del capità Ribas havien lluitat al costat de l'infant a Roma durant la Unificació italiana. Rafael Tristany conqueria La Pobla de Segur i Gerri de la Sal, i el 23 de març el liberal Serafín Asensio Vega va dispersar els carlins que assetjaven Conanglell i Vic però Francesc Savalls, sense l'amenaça liberal, va emprendre un atac contra Ripoll, que va caure el 23 de març, però fracassà en l'assalt a Berga,

## Batalla
1500 soldats carlins, liderats per Alfons Carles de Borbó i Martí Miret van topar a les envistes d'Oristà amb les tropes isabelines del general Álvarez i van aconseguir guanyar la batalla.
Els carlins comandats pel general Vilageliu van aconseguir de capturar un canó, i 10 mules, al qual es van unir tres peces més capturades en les batalles d'Alpens i Caserras, constituint així la dotació artillera carlina a Catalunya.